# Saturnino Osorio
Saturnino Baltazar Osorio Zapata (1945. január 6. – 1980.) salvadori válogatott labdarúgó.

## Pályafutása

### Klubcsapatban
Pályafutása során számos salvadori csapatban megfordult, melyek a következők voltak: CD Águila, Alianza FC, Platense Municipal.

### A válogatottban
1968 és 1970 között szerepelt a salvadori válogatottban. Részt vett az 1970-es világbajnokságon, ahol mindhárom csoportmérkőzésen pályára lépett.

### Halála
1980-ban egy San Salvador-i katonai támaszponton gyilkosság áldozata lett.

## Sikerei, díjai
CD Águila
- Salvadori bajnok (2): 1967–68, 1976

Platense Municipal
- UNCAF-klubcsapatok kupája (1): 1975